# American Siege
Cuộc Vây Bắt  (tên Tiếng Anh: American Siege) là một bộ phim hành động của Mỹ năm 2022 do Edward Drake viết kịch bản và đạo diễn. Phim có sự tham gia của Timothy V. Murphy, Bruce Willis, Rob Gough, Johann Urb, Anna Hindman, Johnny Messner, Cullen G. Chambers, and Janet Jones. Bộ phim được phát hành bởi Vertical Entertainment vào ngày 7 tháng 1 năm 2022. Cuộc Vây Bắt đã bị các nhà phê bình chỉ trích gay gắt.

## Tóm tắt
Một cảnh sát trưởng được giao nhiệm vụ hạ gục một băng trộm đã bắt một tiến sĩ giàu có làm con tin.

## Diễn viên
- Timothy V. Murphy trong vai Charles Rutledge: bố của Kyle Rutledge
- Bruce Willis trong vai Ben Watts: cảnh sát trưởng
- Rob Gough trong vai Roy Lambert: mới được ra tù, bạn trai của Brigit Baker
- Johann Urb trong vai Toby Cavendish: cùng mẹ khác cha với chị em Baker
- Anna Hindman trong vai Grace Baker
- Sarah May Sommers trong vai Brigit Baker: em gái Grace Baker, đã chết
- Johnny Messner trong vai Silas: đối tác kinh doanh của Charles Rutledge
- Cullen G. Chambers trong vai Tiến sĩ John Keats: chuyên gia sản xuất ma túy, đối tác kinh doanh của Charles Rutledge
- Janet Jones trong vai Marisa Lewis: cảnh sát trưởng
- Trevor Gretzky trong vai Kyle Rutledge[5]: cảnh sát phó
- Tabitha Woodman trong vai Aggie: nhân viên phòng cảnh sát
- Joe Munroe trong vai Kane: người bảo vệ Tiến sĩ John Keats, bị Grace Baker giết
- Joshua Cavender Cole trong vai Callan: đàn em của Charles Rutledge, bị Roy Lambert bắn chết
- Robert Laenen trong vai Sundance
- Kelcey Rose trong vai Laney
- Jaden Krueger trong vai Kai
- Timothy Cox trong vai Saul
- Steven C Hamilton trong vai Sampson
- Kurt Mitchell trong vai Herc
- Danny Watkins trong vai Blitz
- Francis Cronin trong vai Dutch
- Billy Jack Harlow trong vai Maalik
- Buddy Watkins trong vai Mazer

## Sản xuất
Những cảnh quay chính của bộ phim được bắt đầu từ ngày 10 tháng 11 năm 2020. Các địa điểm quay phim đáng chú ý bao gồm  Fitzgerald, Georgia, Bellingham, Washington, và Victoria, British Columbia. Với kinh phí sản xuất 10 triệu đô la, quá trình quay phim kết thúc vào ngày 1 tháng 12 năm 2020. Shout! Studios: hãng phim này đã giành được quyền phân phối bộ phim ở Bắc Mỹ..

## Phát hành
Bộ phim được phát hành tại rạp và theo yêu cầu bởi Vertical Entertainment vào ngày 7 tháng 1 năm 2022.

### Phòng vé
Tính đến ngày 27 tháng 8 năm 2022, bộ phim đã thu về 121.967 USD tại Các Tiểu vương quốc Ả Rập Thống nhất, Bồ Đào Nha, Nga và Hàn Quốc, so với ngân sách 10 triệu USD. against a budget of $10 million.

### Đánh giá
Trên trang web tổng hợp phê bình Rotten Tomatoes, 8% trong số 12 bài phê bình của các nhà phê bình là tích cực, với điểm trung bình là 3,8/10.

## Giải thưởng
Bruce Willis đã được đề cử cho màn trình diễn của anh ấy trong bộ phim này, giống như cái cách mà anh diễn xuất trong tất cả các bộ phim anh ấy tham gia, vào năm 2021, ở hạng mục Diễn xuất tệ nhất của Bruce Willis trong Phim năm 2021 tại Lễ trao giải Mâm xôi vàng. Hạng mục này sau đó đã bị hủy bỏ sau khi anh ấy tuyên bố giải nghệ vì chứng mất ngôn ngữ.